# School tot Opleiding van Inlandsche Artsen

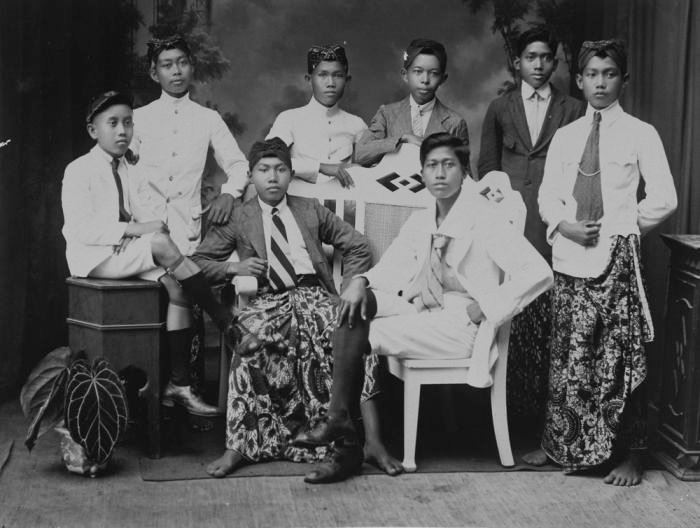
Leerlingen van STOVIA (1920-1933)

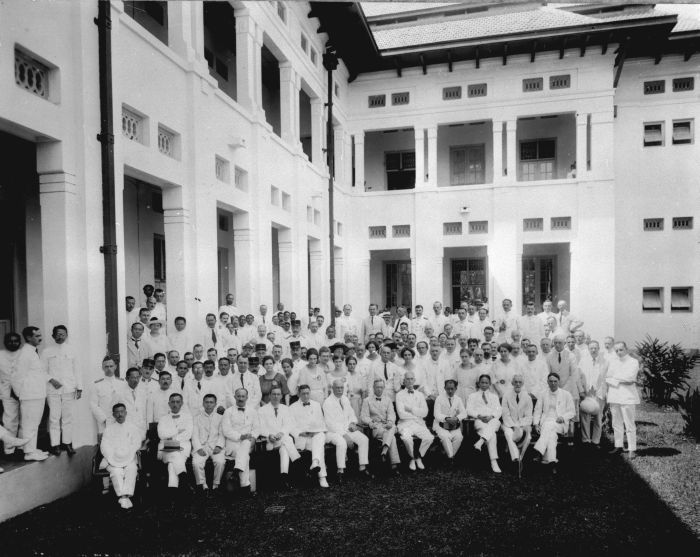
Groepsportret te STOVIA (1920-1933)

De School tot Opleiding van Inlandsche Artsen (STOVIA) was een school voor Indonesische artsen in Batavia (Nederlands-Indië), nu de Indonesische hoofdstad Jakarta.
De school werd, na een geslaagde proef met het opleiden van inlandse vaccinateurs, in 1899 geopend te Weltevreden. De vooropleiding duurde drie jaar en de eigenlijke opleiding zes. Studenten waren intern en de colleges werden in de Nederlandse taal gegeven. De eerste directeur, dr. H.F. Roll, bewerkstelligde dat het geneeskundig onderwijs van Europees niveau was. Na 1913 werden ook vrouwen toegelaten. In de jaren 1920 konden afgestudeerden met een STOVIA-diploma terecht aan een Nederlandse universiteit voor enkele jaren aanvullende medische studie. Toen in 1927 de Medische Faculteit in Batavia werd geopend werd de opleiding opgeheven, de faculteit leverde in het vervolg volledig bevoegde artsen af.
Doordat de studenten kritisch denken werd bijgebracht, kreeg de school al snel de naam een broedplaats te zijn voor nationalistische ideeën en radicale zienswijzen. Hierdoor waren er artsen die politiek actief werden, zoals Tjipto Mangoenkoesoemo. Het was dan ook hier dat de onafhankelijkheidsdroom om los van Nederlandse bemoeienis te zijn, ontstond.

## Bekende leerlingen
- Soetomo
- Wim Tehupeiory
- Johan Tehupeiory
- Marie Thomas
- Djamaluddin Adinegoro, journalist
- Tirto Adhi Soerjo, journalist, "vader van het Indonesische journalisme"
- Tjipto Mangoenkoesoemo, journalist, nationalist